# Chinnahalli, Koratagere
Chinnahalli là một làng thuộc tehsil Koratagere, huyện Tumkur, bang Karnataka, Ấn Độ.